# Max Urbini
Max Urbini (né le 17 juillet 1924 à Paris où il est mort le 13 février 2004,) est un footballeur, journaliste et écrivain de sport français.

## Biographie
Dans la deuxième moitié du XXe siècle, Urbini est l'un des principaux journalistes sportifs de France. Il est grand reporter au journal L'Équipe et rédacteur en chef du magazine France Football. Il est vice-président de l'Union des journalistes sportifs de France.  
D'après Jacques Ferran, il est l'un des co-inventeurs du Ballon d'or ; il est l'auteur de plusieurs livres sur les joueurs de football et de football, y compris la collection d'histoires courtes histoire de football (en France a été publié en 1964 avec une préface par Just Fontaine).